# Borussia Verein für Leibesübungen 1900 Mönchengladbach 2011-2012
Questa voce raccoglie le informazioni riguardanti il Borussia Verein für Leibesübungen 1900 Mönchengladbach nelle competizioni ufficiali della stagione 2011-2012.

## Rosa
| N. |                        | Ruolo | Calciatore                |
| -- | ---------------------- | ----- | ------------------------- |
| 21 | Germania (bandiera)    | P     | Janis Blaswich            |
| 33 | Germania (bandiera)    | P     | Christofer Heimeroth      |
| 1  | Germania (bandiera)    | P     | Marc-André ter Stegen     |
| 4  | Paesi Bassi (bandiera) | D     | Roel Brouwers             |
| 3  | Belgio (bandiera)      | D     | Filip Daems               |
| 37 | Germania (bandiera)    | D     | Niklas Dams               |
| 31 | Brasile (bandiera)     | D     | Dante Bonfim Costa Santos |
| 24 | Germania (bandiera)    | D     | Tony Jantschke            |
| 27 | Germania (bandiera)    | D     | Julian Korb               |
| 39 | Austria (bandiera)     | D     | Martin Stranzl            |
| 17 | Svezia (bandiera)      | D     | Oscar Wendt               |
| 18 | Venezuela (bandiera)   | C     | Juan Arango               |
| 6  | Turchia (bandiera)     | C     | Tolga Ciğerci             |

| N. |                      | Ruolo | Calciatore          |
| -- | -------------------- | ----- | ------------------- |
| 7  | Germania (bandiera)  | C     | Patrick Herrmann    |
| 14 | Germania (bandiera)  | C     | Thorben Marx        |
| 13 | Russia (bandiera)    | C     | Roman Neustädter    |
| 16 | Norvegia (bandiera)  | C     | Håvard Nordtveit    |
| 27 | Giappone (bandiera)  | C     | Yūki Ōtsu           |
| 5  | Finlandia (bandiera) | C     | Alexander Ring      |
| 34 | Germania (bandiera)  | C     | Amin Younes         |
| 2  | Germania (bandiera)  | C     | Matthias Zimmermann |
| 10 | Belgio (bandiera)    | A     | Igor De Camargo     |
| 19 | Germania (bandiera)  | A     | Mike Hanke          |
| 20 | Australia (bandiera) | A     | Mathew Leckie       |
| 11 | Germania (bandiera)  | A     | Marco Reus          |

## Organigramma societario
Area tecnica
- Allenatore: Lucien Favre
- Allenatore in seconda: Frank Geideck, Manfred Stefes
- Preparatore dei portieri: Uwe Kamps
- Preparatori atletici: Andreas Bluhm

## Risultati

### Bundesliga

#### Girone di andata
| Arbitro: | Rafati |

|  |           |                |
|  | Marcatori | 62’ De Camargo |

| Arbitro: | Gräfe |

|                  |           |           |
| Daems 67’ (rig.) | Marcatori | 71’ Cacau |

| Arbitro: | Schmidt |

|                                              |           |            |
| Reus 15’, 67’ Daems 32’ (rig.) Bobadilla 45’ | Marcatori | 13’ Hasebe |

| Arbitro: | Zwayer |

|          |           |  |
| Raúl 64’ | Marcatori |  |

| Arbitro: | Meyer |

|            |           |  |
| Arango 58’ | Marcatori |  |

| Arbitro: | Sippel |

|  |           |                |
|  | Marcatori | 65’ De Camargo |

| Arbitro: | Kircher |

|                  |           |  |
| Daems 75’ (rig.) | Marcatori |  |

| Arbitro: | Schmidt |

|          |           |  |
| Flum 19’ | Marcatori |  |

| Arbitro: | Stark |

|                       |           |                           |
| Reus 65’ Herrmann 72’ | Marcatori | 20’ Reinartz 87’ Schürrle |

| Arbitro: | Dingert |

|              |           |  |
| Ibišević 56’ | Marcatori |  |

| Arbitro: | Kinhöfer |

|               |           |              |
| Reus 21’, 51’ | Marcatori | 26’ Pogatetz |

| Arbitro: | Welz |

|           |           |               |
| Ramos 18’ | Marcatori | 33’, 55’ Reus |

| Arbitro: | Brych |

|                                            |           |  |
| Herrmann 16’ Reus 23’, 38’, 51’ Arango 53’ | Marcatori |  |

| Arbitro: | Gräfe |

|  |           |                           |
|  | Marcatori | 20’, 47’ Hanke 30’ Arango |

| Arbitro: | Zwayer |

|           |           |                 |
| Hanke 72’ | Marcatori | 40’ Lewandowski |

| Arbitro: | Schmidt |

|                     |           |  |
| Callsen-Bracker 51’ | Marcatori |  |

| Arbitro: | Gagelmann |

|             |           |  |
| Herrmann 5’ | Marcatori |  |

#### Girone di ritorno
| Arbitro: | Kinhöfer |

|                            |           |                    |
| Reus 11’ Herrmann 41’, 71’ | Marcatori | 76’ Schweinsteiger |

| Arbitro: | Perl |

|  |           |                                   |
|  | Marcatori | 31’ Hanke 81’ Reus 84’ De Camargo |

| Wolfsburg 4 febbraio 2012, ore 15:30 CET 20ª giornata | Wolfsburg | 0 – 0 referto | Borussia M'gladbach | Volkswagen-Arena (30 000 spett.)\| Arbitro: \| Gagelmann \| |
| Arbitro:                                              | Gagelmann |               |                     |                                                             |

| Arbitro: | Gräfe |

|                              |           |  |
| Reus 2’ Hanke 15’ Arango 32’ | Marcatori |  |

| Arbitro: | Weiner |

|            |           |                        |
| Jessen 63’ | Marcatori | 9’ Herrmann 14’ Arango |

| Arbitro: | Perl |

|           |           |            |
| Hanke 45’ | Marcatori | 56’ Arslan |

| Arbitro: | Welz |

|             |           |  |
| Bunjaku 87’ | Marcatori |  |

| Mönchengladbach 10 marzo 2012, ore 15:30 CET 25ª giornata | Borussia M'gladbach | 0 – 0 referto | Friburgo | Borussia-Park (52 207 spett.)\| Arbitro: \| Sippel \| |
| Arbitro:                                                  | Sippel              |               |          |                                                       |

| Arbitro: | Meyer |

|              |           |                        |
| Kießling 75’ | Marcatori | 7’ Reus 88’ De Camargo |

| Arbitro: | Stark |

|          |           |                          |
| Reus 38’ | Marcatori | 77’ Firmino 79’ Vukčević |

| Arbitro: | Brych |

|                     |           |               |
| Konan 57’ Diouf 77’ | Marcatori | 78’ Nordtveit |

| Mönchengladbach 7 aprile 2012, ore 18:30 CEST 29ª giornata | Borussia M'gladbach | 0 – 0 referto | Hertha Berlino | Borussia-Park (52 691 spett.)\| Arbitro: \| Aytekin \| |
| Arbitro:                                                   | Aytekin             |               |                |                                                        |

| Arbitro: | Fritz |

|                         |           |                |
| Rosenberg 18’ Naldo 74’ | Marcatori | 52’, 66’ Hanke |

| Arbitro: | Kircher |

|                                   |           |  |
| Arango 19’ Jantschke 53’ Reus 55’ | Marcatori |  |

| Arbitro: | Meyer |

|                        |           |  |
| Perišić 23’ Kagawa 59’ | Marcatori |  |

| Mönchengladbach 28 aprile 2012, ore 15:30 CEST 33ª giornata | Borussia M'gladbach | 0 – 0 referto | Augusta | Borussia-Park (53 306 spett.)\| Arbitro: \| Weiner \| |
| Arbitro:                                                    | Weiner              |               |         |                                                       |

| Arbitro: | Stark |

|  |           |                              |
|  | Marcatori | 31’, 61’ Reus 69’ De Camargo |

### Coppa di Germania
| Arbitro: | Welz |

|                           |           |                                     |
| Schweinsteiger 30’ (rig.) | Marcatori | 14’ Stranzl 23’ Reus 70’ De Camargo |

| Arbitro: | Wingenbach |

|                                              |                      |                               |
| Sauter Krebs Spann Schittenhelm Tausendpfund | Tiri di rigore 3 – 4 | Daems Dante Nordtveit Stranzl |

| Arbitro: | Stark |

|                          |           |             |
| Arango 18’ Reus 56’, 88’ | Marcatori | 70’ Draxler |

| Arbitro: | Brych |

|  |           |                              |
|  | Marcatori | 101’ (rig.) Daems 120’ Wendt |

| Arbitro: | Kinhöfer |

|                                |                      |                         |
| Daems Herrmann Dante Nordtveit | Tiri di rigore 2 – 4 | Alaba Ribéry Lahm Kroos |

## Statistiche

### Statistiche di squadra
| Competizione      | Punti | In casa | In casa | In casa | In casa | In casa | In casa | In trasferta | In trasferta | In trasferta | In trasferta | In trasferta | In trasferta | Totale | Totale | Totale | Totale | Totale | Totale | DR  |
| Competizione      | Punti | G       | V       | N       | P       | Gf      | Gs      | G            | V            | N            | P            | Gf           | Gs           | G      | V      | N      | P      | Gf     | Gs     | DR  |
| ----------------- | ----- | ------- | ------- | ------- | ------- | ------- | ------- | ------------ | ------------ | ------------ | ------------ | ------------ | ------------ | ------ | ------ | ------ | ------ | ------ | ------ | --- |
| Bundesliga        | 60    | 17      | 9       | 7       | 1       | 29      | 10      | 17           | 8            | 2            | 7            | 20           | 14           | 34     | 17     | 9      | 8      | 49     | 24     | +25 |
| Coppa di Germania | -     | 2       | 1       | 1       | 0       | 3       | 1       | 3            | 2            | 1            | 0            | 5            | 1            | 5      | 3      | 2      | 0      | 8      | 2      | +6  |
| Totale            | -     | 19      | 10      | 8       | 1       | 32      | 11      | 20           | 10           | 3            | 7            | 25           | 15           | 39     | 20     | 11     | 8      | 57     | 26     | +31 |

### Andamento in campionato
| Giornata  | 1 | 2 | 3 | 4 | 5 | 6 | 7 | 8 | 9 | 10 | 11 | 12 | 13 | 14 | 15 | 16 | 17 | 18 | 19 | 20 | 21 | 22 | 23 | 24 | 25 | 26 | 27 | 28 | 29 | 30 | 31 | 32 | 33 | 34 |
| --------- | - | - | - | - | - | - | - | - | - | -- | -- | -- | -- | -- | -- | -- | -- | -- | -- | -- | -- | -- | -- | -- | -- | -- | -- | -- | -- | -- | -- | -- | -- | -- |
| Luogo     | T | C | C | T | C | T | C | T | C | T  | C  | T  | C  | T  | C  | T  | C  | C  | T  | T  | C  | T  | C  | T  | C  | T  | C  | T  | C  | T  | C  | T  | C  | T  |
| Risultato | V | N | V | P | V | V | V | P | N | P  | V  | V  | V  | V  | N  | P  | V  | V  | V  | N  | V  | V  | N  | P  | N  | V  | P  | P  | N  | N  | V  | P  | N  | V  |
| Posizione | 7 | 4 | 1 | 5 | 3 | 3 | 3 | 3 | 2 | 7  | 5  | 4  | 3  | 2  | 3  | 4  | 4  | 4  | 4  | 4  | 3  | 2  | 3  | 3  | 3  | 3  | 4  | 4  | 4  | 4  | 4  | 4  | 4  | 4  |

Legenda:

Luogo: C = Casa; T = Trasferta. Risultato: V = Vittoria; N = Pareggio; P = Sconfitta.

### Statistiche dei giocatori
| Giocatore     | Bundesliga | Bundesliga | Bundesliga  | Bundesliga | Coppa di Germania | Coppa di Germania | Coppa di Germania | Coppa di Germania | Totale   | Totale | Totale      | Totale     |
| Giocatore     | Presenze   | Reti       | Ammonizioni | Espulsioni | Presenze          | Reti              | Ammonizioni       | Espulsioni        | Presenze | Reti   | Ammonizioni | Espulsioni |
| ------------- | ---------- | ---------- | ----------- | ---------- | ----------------- | ----------------- | ----------------- | ----------------- | -------- | ------ | ----------- | ---------- |
| J. Blaswich   | -          | -          | -           | -          | -                 | -                 | -                 | -                 | -        | -      | -           | -          |
| C. Heimeroth  | -          | -          | -           | -          | -                 | -                 | -                 | -                 | -        | -      | -           | -          |
| M. Stegen     | 34         | 0          | 0           | 0          | 5                 | 0                 | 1                 | 0                 | 39       | 0      | 1           | 0          |
| R. Brouwers   | 21         | 0          | 3           | 1          | 5                 | 0                 | 0                 | 0                 | 26       | 0      | 3           | 1          |
| F. Daems      | 31         | 3          | 1           | 0          | 5                 | 1                 | 0                 | 0                 | 36       | 4      | 1           | 0          |
| N. Dams       | -          | -          | -           | -          | -                 | -                 | -                 | -                 | -        | -      | -           | -          |
| Dante         | 33         | 0          | 7           | 0          | 5                 | 0                 | 2                 | 0                 | 38       | 0      | 9           | 0          |
| T. Jantschke  | 32         | 1          | 5           | 0          | 4                 | 0                 | 1                 | 0                 | 36       | 1      | 6           | 0          |
| J. Korb       | 1          | 0          | 0           | 0          | -                 | -                 | -                 | -                 | 1        | 0      | 0           | 0          |
| M. Stranzl    | 22         | 0          | 5           | 0          | 4                 | 1                 | 0                 | 0                 | 26       | 1      | 5           | 0          |
| O. Wendt      | 14         | 0          | 1           | 0          | 2                 | 1                 | 0                 | 0                 | 16       | 1      | 1           | 0          |
| J. Arango     | 34         | 6          | 4           | 0          | 4                 | 1                 | 0                 | 0                 | 38       | 7      | 4           | 0          |
| T. Ciğerci    | 2          | 0          | 0           | 0          | -                 | -                 | -                 | -                 | 2        | 0      | 0           | 0          |
| P. Herrmann   | 27         | 6          | 3           | 0          | 5                 | 0                 | 0                 | 0                 | 32       | 6      | 3           | 0          |
| T. Marx       | 19         | 0          | 3           | 0          | 3                 | 0                 | 0                 | 0                 | 22       | 0      | 3           | 0          |
| R. Neustädter | 33         | 0          | 2           | 0          | 5                 | 0                 | 0                 | 0                 | 38       | 0      | 2           | 0          |
| H. Nordtveit  | 31         | 1          | 5           | 0          | 5                 | 0                 | 0                 | 0                 | 36       | 1      | 5           | 0          |
| Y. Ōtsu       | 3          | 0          | 0           | 0          | 1                 | 0                 | 0                 | 0                 | 4        | 0      | 0           | 0          |
| A. Ring       | 8          | 0          | 0           | 0          | -                 | -                 | -                 | -                 | 8        | 0      | 0           | 0          |
| A. Younes     | 1          | 0          | 0           | 0          | -                 | -                 | -                 | -                 | 1        | 0      | 0           | 0          |
| M. Zimmermann | 1          | 0          | 0           | 0          | -                 | -                 | -                 | -                 | 1        | 0      | 0           | 0          |
| I. De Camargo | 25         | 5          | 2           | 0          | 4                 | 1                 | 2                 | 0                 | 29       | 6      | 4           | 0          |
| M. Hanke      | 31         | 8          | 1           | 0          | 5                 | 0                 | 0                 | 0                 | 36       | 8      | 1           | 0          |
| M. Leckie     | 9          | 0          | 0           | 0          | 2                 | 0                 | 0                 | 0                 | 11       | 0      | 0           | 0          |
| M. Reus       | 32         | 18         | 3           | 0          | 5                 | 3                 | 0                 | 0                 | 37       | 21     | 3           | 0          |
| R. Bobadilla  | 15         | 1          | 4           | 0          | -                 | -                 | -                 | -                 | 15       | 1      | 4           | 0          |
| J. King       | 2          | 0          | 0           | 0          | -                 | -                 | -                 | -                 | 2        | 0      | 0           | 0          |
| L. Rupp       | 3          | 0          | 0           | 0          | 1                 | 0                 | 0                 | 0                 | 4        | 0      | 0           | 0          |